# Didier Bénureau
Didier Bénureau est un humoriste et acteur français né le 28 octobre 1956 à Courbevoie.

## Biographie

### Jeunesse et débuts
À 15 ans, il découvre la guitare qui devient une passion. En 1975, il fonde un groupe acoustique « Quasifolklo » qui sera invité dans une émission télé de Patrice Laffont[Laquelle ?]: ils gagneront une médaille.
En 1977/78, il fait son service militaire, à son retour, fait des animations à la MSC de Villeneuve-la-Garenne, déguisé en lapin, passe pour la première fois devant un public et fait rire.
Il gagne sa vie comme moniteur de centre aéré et surveillant de cantine scolaire.
En 1979, il s’inscrit à des cours de théâtre à la MSC de Villeneuve-la-Garenne.
C'est entre 1981 et 1984 qu'il devient acteur : il fait des figurations au cinéma et à la télévision et écrit à tous les metteurs en scène pour les rencontrer.
Il fait ses débuts au Petit Théâtre de Bouvard en 1985, sur Antenne 2, en y interprétant déjà ses personnages névrosés, méchants, bêtes, affreux, crétins, etc.. Dans cette émission populaire, il rencontre notamment Muriel Robin.

### Carrière

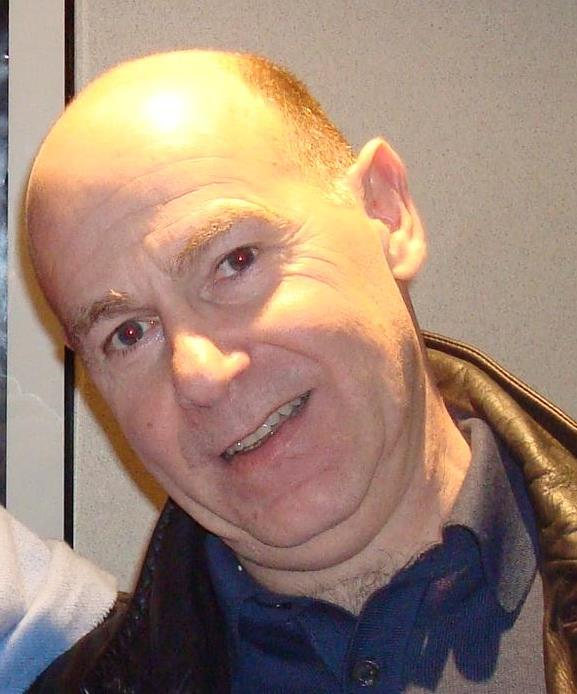
Didier Bénureau en 2008.

Durant les années 1980, il exploite ses personnages au cinéma[évasif].
En 1986, il écrit avec Muriel Robin  une pièce « MAMAN ou donne-moi ton linge ou je fais une machine ! » joué au théâtre de Dix-Heures à Paris. Grâce à sa participation auprès de la même Muriel Robin dans « Donne-moi ton linge, j'fais une machine », toujours joué au théâtre de Dix-Heures, il monte sur scène avec son premier spectacle solo Enfin Bénureau en 1988.
Il rencontre par la suite Bertrand Blier dans une station-service à qui il donne la vidéo de son spectacle. Il jouera dans son film Trop belle pour toi.
Entre 1990 et 2000, il enchaine les seconds rôles au cinéma dans des films de Diane Kurys, Jean-Marie Poiré, Luigi Comencini, Alain Berberian, Valérie Lemercier, Dominique Farrugia.
En 1993, il entame son deuxième spectacle solo, mis en scène par Dieudonné.
C'est aussi l'année de sa rencontre avec Dominique Champetier, jeune réalisateur pour lequel il tourne Crash Record, et, en 1998, Pension des Oiseaux. Ces expériences conforteront leur complicité dans l'humour subversif, puisque Dominique Champetier mettra en scène et coécrira tous les futurs spectacles de Didier Bénureau.
En 1994, il rencontre sa compagne Anne, et joue dans les Brèves de Comptoir mis en scène par Jean-Michel Ribes.
De 1997 à 1999, il joue son troisième spectacle solo au café de la Gare puis à la Comédie Caumartin.
En 1998, il réalise son court métrage Zanzibar.
Entre 1999 et 2000, il est chroniqueur sur France Inter dans l’émission Le Fou du Roi de Stéphane Bern.
En août 2001, il réalise son premier spectacle « Pour Morales » au théâtre de la Gaîté-Montparnasse.
De mars à juin 2002, il reprend son spectacle au Palais des glaces et sort son disque « Reggae pour Morales ».
En janvier et février 2003, devant l’insistance de J.-M. Ribes et à la demande du ministère de la Culture, il reprend son spectacle pour 20 représentations exceptionnelles au théâtre du Rond-Point.
En octobre 2006, il revient avec son nouveau spectacle Bobo au studio des Champs-Élysées, dont l'exploitation se poursuivra à la rentrée 2007 au Splendid, avant d'entamer une tournée nationale. Ce dernier opus imaginé avec Dominique Champetier a obtenu le « Prix de l'Humour Noir 2007 », et, en 2009, le « Prix de la S.A.C.D. du meilleur One-Man-Show ».
Après avoir réalisé le court-métrage Zanzibar, il écrit et réalise Les Couilles de mon chat (22 minutes) en 2005.
Il est surtout connu pour sa Chanson pour Moralès, mais certains l’auront aussi remarqué dans Les Visiteurs de Jean-Marie Poiré ou Le Derrière de Valérie Lemercier. Il a un rôle dans Grégoire Moulin contre l'humanité.
À partir du 23 janvier 2023, dans la série Scènes de ménages sur M6, il incarne Gilbert, un patron retraité d'une entreprise, les « Transports Gilbert », aux côtés de Fanny Cottençon qui joue sa femme Christine. 
Le 26 juin 2024, on apprend que Fanny Cottençon et lui quittent la série pour cause d'emploi du temps incompatible moins de deux ans après leur arrivée ; ils seront remplacés par Élodie Poux et Majid Berhila, qui interpréteront un nouveau couple début 2025.

## Filmographie

### Cinéma
- 1981 : Garde à vue de Claude Miller
- 1982 : Paradis pour tous de Alain Jessua
- 1983 : La Petite Bande de Michel Deville
- 1983 : Un dimanche de flic de Michel Vianey : un policier
- 1983 : Papy fait de la résistance de Jean-Marie Poiré : le réceptionniste de la Kommandantur
- 1984 : Le Cowboy de Georges Lautner : l'ivrogne au commissariat à qui on a volé la Mobylette
- 1988 : La Passerelle de Jean-Claude Sussfeld : le gardien
- 1989 : Trop belle pour toi de Bertrand Blier : Léonce
- 1990 : Rendez-vous au tas de sable de Didier Grousset : le présentateur du cabaret
- 1990 : La Baule-les-Pins de Diane Kurys : Ruffier
- 1990 : La Fête des pères de Joy Fleury : Bob
- 1991 : Merci la vie de Bertrand Blier : deuxième réalisateur
- 1991 : La Reine blanche de Jean-Loup Hubert : le présentateur
- 1991 : Marcellino de Luigi Comencini : frère Ilario
- 1992 : Sexes faibles ! de Serge Meynard : Gauglion
- 1993 : Les Visiteurs de Jean-Marie Poiré : l'interne Bauvin
- 1994 : Tête à tête de Jean-Hugues Lime
- 1994 : Le Sourire de Claude Miller : Veste rouge
- 1994 : Emmène-moi de Michel Spinosa : Gardet
- 1995 : Les Truffes de Bernard Nauer : le conducteur de la Peugeot
- 1996 : Pourvu que ça dure de Michel Thibaud : Jean-Michel Pichon
- 1996 : Sortez des rangs de Jean-Denis Robert
- 1997 : Tout doit disparaître de Philippe Muyl : le notaire
- 1997 : Les Sœurs Soleil : l'abbé Gervais
- 1997 : Quadrille de Valérie Lemercier : docteur Lamache
- 1997 : La Femme de chambre du Titanic de Bigas Luna : le secrétaire de Simeon
- 1997 : Zardock ou les malheurs d'un suppôt (court-métrage) : Zardock
- 1998 : Les Couloirs du temps : Les Visiteurs 2 de Jean-Marie Poiré : l'interne Bauvin
- 1998 : Serial Lover de James Huth : Bruno Helgen
- 1998 : Paparazzi d'Alain Berbérian : Dacharie
- 1998 : Pension des oiseaux (court-métrage)
- 1999 : Zanzibar (court-métrage)
- 1999: Acide Animé (court-métrage) de Guillaume Breaud
- 1999 : Trafic d'influence de Dominique Farrugia : le chef de cabinet
- 1999 : Le Derrière de Valérie Lemercier : Monsieur Mulot
- 2001 : Grégoire Moulin contre l'humanité de Artus de Penguern : Jean-François
- 2002 : Maléfique de Éric Valette : Hippolyte Picus
- 2003 : La Fleur du mal de Claude Chabrol : Brissot
- 2003 : Moi César, 10 ans ½, 1m39 de Richard Berry : le directeur
- 2004 : J'me sens pas belle de Bernard Jeanjean : voix de Serge
- 2005 : Les Couilles de mon chat, court-métrage
- 2005 : Palais Royal ! de Valérie Lemercier : le prêtre de la cathédrale
- 2006 : Lune de miel, court-métrage
- 2007 : La Fille coupée en deux de Claude Chabrol : Philippe Le Riou
- 2007 : La Jeune Fille et les Loups de Gilles Legrand : Jacob
- 2010 : Le Mystère de Jean-Teddy Filippe : Morlet
- 2012 : Cassos de Philippe Carrèse : Marc
- 2012 : Bienvenue parmi nous de Jean Becker : le vendeur
- 2014 : Brèves de comptoir de Jean-Michel Ribes : le patron
- 2018 : Les Bonnes intentions de Gilles Legrand : Le Directeur
- 2024 : Presque légal de Max Mauroux : Bernard

### Réalisation
- 1998 : Zanzibar, court métrage.
- 2005 : Les Couilles de mon chat, court métrage.

### Télévision

#### Téléfilms et séries
- 1990 : Le Blé en herbe de Serge Meynard : Le Parisien
- 1990 : Renseignements généraux, épisode Vengeance : Le directeur de la DDAAS
- 1992 : Odyssée bidon de Don Kent : Paul Pezin
- 1993 : L'Homme dans la nuit de Claude Boissol : Vilain
- 1993 : Jules Ferry de Jacques Rouffio : Clémenceau
- 1995 : Les Grandes Personnes de Daniel Moosmann : René Prinieka
- 1995 : Le Cheval de cœur de Charlotte Brandström
- 1995 : Julie Lescaut, épisode Rumeurs, de Marion Sarraut : Delbart
- 1995 : Charlotte et Léa de Jean-Claude Sussfeld : Auffray
- 1997 : Souhaitez-moi bonne chance de Jérôme Boivin : Didier
- 1997 : Julie Lescaut, épisode Cellules mortelles de Charlotte Brandström : le directeur de prison
- 1997 : Quai numéro un, épisode Le cahier de Jeanne : Isnard
- 1998 : Chaos technique de Laurent Zerah : Herbert Lowry
- 1998 : La Course de l'escargot de Jérôme Boivin : Honoré
- 2002 : Caméra Café, épisode La main et Concurrence : Dr Dunin/Bruno Delobel
- 2005 : Vénus et Apollon, épisode Soin abyssal : M. Bouchard
- 2005 : Star Truc : Comment chasser les poux / Que boire pour lutter contre les carences en fer / Comment diminuer l'effet excitant du café : Professeur Grosniek
- 2005 : Kaamelott, épisode Des nouvelles du monde : Buzit, le barde
- 2007 : Confidences de Laurent Dussaux
- 2008 à 2013 : Hero Corp (série) : Laurence Awkins
- 2008 : Le Malade imaginaire de Christian de Chalonge : Diafoirus père
- 2008 : Ce cochon de Morin de Laurent Heynemann : Morin
- 2011 : Accusé Mendès France de Laurent Heynemann : Le juge Leprêtre
- 2013 : Les Amis à vendre de Gaëtan Bevernaege : Jacques Paugnont
- 2015 : Doc Martin (saison 4) : Voizot
- 2015 : 1910, Paris sous les eaux de Éric Beauducel et Olivier Poujaud (docu-fiction)
- 2017 : Cherif, épisode Otages : Bruno Portal
- 2020 : Candice Renoir, épisode Comme on fait son lit on se couche : Gilles Houssin
- 2021 :  Candice Renoir (saison 9, épisode 8 : Qui va à la chasse perd sa place : Victor Espinasse
- 2022 : Marianne (mini-série) d'Alexandre Charlot, Franck Magnier et Myriam Vinocour, épisode 1 La loi du Far-West : Cédric Pouchard, alias « Buffalo Will »
- 2023 à 2025 : Scènes de ménages : Gilbert
- 2025 : Enquête en famille, mini-série de Dominique Farrugia : Pascal Martinez, le légiste

#### Émission
- 1982 à 1985 : Le Petit Théâtre de Bouvard sur Antenne 2 : sociétaire

## Théâtre
- 1988 : Premier spectacle solo[Lequel ?]
- 1993 : Second spectacle solo[Lequel ?]
- 1994 : Brèves de comptoir de Jean-Marie Gourio, mise en scène Jean-Michel Ribes, Théâtre Tristan Bernard
- 1997 : Troisième spectacle solo, Café de la Gare, Comédie Caumartin
- 2001 : Pour Moralès (spectacle solo), Théâtre de la Gaîté Montparnasse
- 2004 : Le Roi Victor de Louis Calaferte, mise en scène Gildas Bourdet, Théâtre de l'Ouest parisien
- 2009 : Oncle Vania d’Anton Tchekhov, mise en scène Claudia Stavisky, Théâtre des Bouffes du Nord, Théâtre du Gymnase, Théâtre National de Nice, Théâtre des Célestins, tournée
- 2010 : Les Amis du placard de Gabor Rassov, mise en scène Pierre Pradinas, La Pépinière Théâtre
- 2012 - 2013 : Indigne (spectacle solo), La Cigale, Théâtre Déjazet, tournée
- 2013 : Mon beau-père est une princesse, de et mise en scène Didier Bénureau, Théâtre du Palais-Royal
- 2015 : Didier Bénureau et des cochons, de Didier Bénureau, Éric Bidaud, Dominique Champetier et Anne Gavard-Pivet, mise en scène de Dominique Champetier, Théâtre du Rond-Point
- 2018 : Le C.V. de Dieu de Jean-Louis Fournier, mise en scène Françoise Petit, festival off d'Avignon puis La Pépinière-Théâtre
- 2019 : Le Crédit de Jordi Galceran, mise en scène Eric Civanyan, théâtre de la Gaîté Montparnasse